# أنتوني بيتري
أنتوني بيتري (بالإنجليزية: Anthony Petrie)‏ مواليد 3 يونيو 1983 في نيوساوث ويلز، هو لاعب كرة سلة أسترالي. بدأ مسيرته الاحترافية في سنة 2005. يلعب مع بريزبن بولتز في الدوري الأسترالي لكرة السلة. يحمل الرقم 17.

## المسيرة الاحترافية
لعب مع إلوارا هوكز في الدوري الأسترالي في موسم 2008–2009، ثم لعب مع أديليد ثيرتي سيكسترز من سنة 2012 إلى 2016، ثم لعب مع بريزبن بولتز في الدوري الأسترالي في سنة 2016.

## روابط خارجية
- أنتوني بيتري على موقع الاتحاد الدولي لكرة السلة (الإنجليزية)
- أنتوني بيتري على موقع كرة السلة الأوروبية.كوم (الإنجليزية)
- أنتوني بيتري على موقع ريلجم (الإنجليزية)
- أنتوني بيتري على موقع بروبوليرز (الإنجليزية)
- أنتوني بيتري على موقع سبورتس رفرنس (الإنجليزية)